# Henri Kagan
Pour les articles homonymes, voir Kagan.
Henri Kagan, né le 15 décembre 1930 à Boulogne-Billancourt, est un chimiste français.

## Biographie
Henri Boris Kagan fait ses études à la Faculté des sciences de Paris et à l'École nationale supérieure de chimie de Paris et prépare sa thèse de doctorat sous la direction de Jean Jacques au Collège de France. En 1967, il crée son groupe de recherche à la faculté des sciences d'Orsay de l'université de Paris, puis université Paris-XI où il fait toute sa carrière. Il y est actuellement professeur émérite.
Henri Kagan est reconnu comme l'un des pionniers des domaines de la catalyse asymétrique et de l'utilisation des lanthanides en synthèse organique.
Il a apporté des contributions majeures dans le développement de la catalyse énantiosélective avec notamment la  découverte en 1971 du ligand DIOP. En 1986, il observa les premiers exemples d'effet non linéaire en catalyse asymétrique et développera des modèles mathématiques simplifiés pour décrire le comportement de tels catalyseurs. Il s'agit d'une découverte majeure qui fait des effets non linéaires un domaine de la chimie à part entière : ils sont un outil de compréhension des mécanismes moléculaires, mais ils sont également discutés dans le contexte de l'origine de la vie (amplification asymétrique).
Il est également mondialement connu pour avoir réussi à synthétiser l'iodure de samarium -SmI2- en conditions douces (réaction du samarium sur le 1,2-diiodoéthane dans le THF). Ses découvertes ont eu un impact considérable sur les procédés utilisés dans l'industrie pharmaceutique.
Il y eut une controverse en 2001 lorsque le Prix Nobel de chimie ne fut pas décerné à Kagan mais à Barry Sharpless, à Ryōji Noyori et à William S. Knowles, pour des travaux sur la catalyse en synthèse asymétrique.
Henri Kagan est membre de l'Académie des sciences et a reçu de nombreuses distinctions.

### Articles
- (en) Articles de recherche :
  - (en) Henri B. Kagan, Dang-Tuan-Phat, « Asymmetric catalytic reduction with transition metal complexes. I. Catalytic system of rhodium(I) with (-)-2,3-0-isopropylidene-2,3-dihydroxy-1,4-bis(diphenylphosphino)butane, a new chiral diphosphine », Journal of the American Chemical Society, vol. 94, no 18,‎ 1972, p. 6429 - 6433 (DOI 10.1021/ja00773a028)
  - (en) Henri B. Kagan, Olivier Riant, « Catalytic asymmetric Diels Alder reactions », Chemical Reviews, vol. 92, no 5,‎ 1992, p. 1007 - 1019 (DOI 10.1021/cr00013a013)
  - (en) P. Girard, J. L. Namy, H. B. Kagan, « Divalent lanthanide derivatives in organic synthesis. 1. Mild preparation of samarium iodide and ytterbium iodide and their use as reducing or coupling agents », Journal of the American Chemical Society, vol. 102, no 8,‎ 1980, p. 2693 - 2698 (DOI 10.1021/ja00528a029)
  - (en) H. B. Kagan, J. L. Namy, « Lanthanides in organic synthesis », Tetrahedron, vol. 42, no 24,‎ 1986, p. 6573-6614 (DOI 10.1016/S0040-4020(01)82098-6)
  - (en) C. Puchot, O. Samuel, E. Dunach, S. Zhao, C. Agami, H. B. Kagan, « Nonlinear effects in asymmetric synthesis. Examples in asymmetric oxidations and aldolization reactions », Journal of the American Chemical Society, vol. 108, no 9,‎ 1986, p. 2353-2357 (DOI 10.1021/ja00269a036)
  - (en) D. Guillaneux, S.-H. Zhao, O. Samuel, D. Rainford, H. B. Kagan, « Nonlinear Effects in Asymmetric Catalysis », Journal of the American Chemical Society, vol. 116, no 21,‎ 1994, p. 9430-9439 (DOI 10.1021/ja00100a004)